# Eugène Schueller
Eugène Paul Louis Schueller (Párizs, 1881. március 20. – Côtes-d’Armor, 1957. augusztus 23.) francia vegyész, a világ egyik vezető kozmetikai cégének, a L'Oréal-nak a megalapítója. Ő volt a modern reklámozás egyik úttörője.

## Karrier aL'Oréallal
Eugène Schueller német szülők francia gyermekeként diplomázott 1904-ben az Institut de Chimie Appliquée de Paris (most Chimie ParisTech) egyetemen. Schueller 1907-ben fejlesztette ki az innovatív hajszín formulát, amelyet Oréale-nak nevezett el. Ő tervezte és gyártatta saját termékeit, melyeket aztán párizsi fodrászoknak adott el.
1909-ben regisztráltatta saját cégét, melynek neve kezdetben Société Française de Teintures Inoffensives pour Cheveux volt, később nevezte át L’Oréalra. A cég vezető elvei már a legelején is azok voltak mint manapság: kutatni és fejleszteni a szépségipar területén.’

## Vita
A 20. század legelején Shueller anyagi támogatást és találkozókat biztosított a La Cagoule számára. A La Cagoule egy erőszakos fasiszta beállítottságú, antiszemita és antikommunista csoport volt, melynek vezetői alkották a Mouvement Social Révolutionnaire nevű politikai pártot, amely a megszállt Franciaországban a Vichy-kormányt támogatta a Harmadik Birodalom hódítóival egyetemben.
A L'Oréal alkalmazta az egykori csoport több emberét, többek között Jacques Corrèze-t, aki az amerikai kirendeltség vezérigazgatója volt.

## Család
Schueller lánya Liliane Bettencourt, André Bettencourt özvegye akitől lányuk Françoise Bettencourt-Meyers született, a L'Oréal vezetőségi bizottságának tagja.  Françoise Meyers férje Jean-Pierre Meyers, kinek szülei az auschwitzi koncentrációs táborban haltak meg. Liliane Bettencourt jelenleg a világ második leggazdagabb nője, vagyonát 40,9 milliárd dollárra becsülik.

## Hagyatéka
A  L'Oréal Clichyben található központi irodája a Centre Eugéne Schueller nevet kapta.